# Mocsári mézevő
A mocsári mézevő (Ramsayornis modestus) a madarak osztályának verébalakúak (Passeriformes) rendjébe, valamint a mézevőfélék (Meliphagidae) családjába tartozó faj.

## Rendszerezése
A fajt George Robert Gray angol zoológus írta le 1858-ban, a Glyciphila nembe Glyciphila modesta néven.

## Előfordulása
Indonézia és Pápua Új-Guinea területén, valamint Ausztráliban a York-félszigeten honos. Természetes élőhelyei a szubtrópusi vagy trópusi száraz erdők, síkvidéki esőerdők, mangroveerdők, szavannák és cserjések, tavak, folyók és patakok környékén. Vonuló faj.

## Megjelenése
Testhossza 13 centiméter, testtömege 11-14 gramm.

## Szaporodása
|  |

## Természetvédelmi helyzete
Az elterjedési területe nagyon nagy, egyedszáma pedig stabil. A Természetvédelmi Világszövetség Vörös listáján nem fenyegetett fajként szerepel.

## További információ
- Képek az interneten a fajról
- Internet Bird Collection
- Xeno-canto.org - a faj hangja és elterjedési területe